# Se (kana)
せ in hiragana o セ in katakana è un kana giapponese che rappresenta una mora. La sua pronuncia è [se].
| Forma                    | Rōmaji     | Hiragana                   | Katakana                   |
| ------------------------ | ---------- | -------------------------- | -------------------------- |
| Normale s- (さ行 sa-gyō) | se         | せ                         | セ                         |
| Normale s- (さ行 sa-gyō) | sei see sē | せい, せぃ せえ, せぇ せー | セイ, セィ セエ, セェ セー |
| dakuten z- (ざ行 za-gyō) | ze         | ぜ                         | ゼ                         |
| dakuten z- (ざ行 za-gyō) | zei zee zē | ぜい, ぜぃ ぜえ, ぜぇ ぜー | ゼイ, ゼィ ゼエ, ゼェ ゼー |

## Scrittura

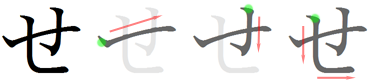
Stile di scrittura di せ

L'hiragana せ è composto da tre tratti:
1. Tratto orizzontale, da sinistra verso destra.
2. Tratto verticale, che vada ad incontrarsi con il primo segno verso la sua fine.
3. Tratto verticale, che incroci il primo segno, più lungo del secondo e terminante con un tratto orizzontale, a forma di << L >>.

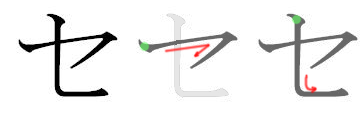
Stile di scrittura di セ

Il katakana セ è composto da due tratti:
1. Tratto orizzontale, da sinistra verso destra, che termini a forma di << L >> rovesciata e al contrario.
2. Tratto verticale, che vada ad incontrarsi con il primo segno, e terminante con un tratto orizzontale.